# Canário-austral
O canário-austral (Sicalis lebruni) é uma espécie de ave da família Thraupidae. Encontra-se na Argentina e na Terra do Fogo ; também Chile. Os seus habitats naturais são matagal seco tropical ou subtropical e prados temperados.

## Faixa
A distribuição do canário-austral está na metade sul da Argentina, tanto na região leste quanto na central. Ao sul, a cordilheira cobre a metade norte da Terra do Fogo e as áreas contíguas do extremo sul do Chile.